# Spikarö kapell
Spikarö kapell är en kyrkobyggnad på ön Skorven, Spikarna utanför Alnön. Spikarö kapell har gudstjänster och musikkvällar under sommaren. Byggnaden invigdes 2 augusti 1958 av den nyutnämnde ärkebiskopen Gunnar Hultgren.

## Kyrkobyggnaden
Kapellet är byggt av trä efter ritningar av stadsarkitekten Hans Schlyter i Sundsvall. Byggnaden har ett sadeltak belagt med lertegel. Väggarna är klädda med träpanel både invändigt och utvändigt. Bakom koret finns en sakristia.

## Inventarier
- Dopfunten är ritad av arkitekt Tord Myrenberg.
- Predikstolen är tillverkad av Jonas Forsberg och invigd 23 juni 1968.